# Право и правда
Право и правда (пољ. Prawo i Sprawiedliwość, скраћено PiS) је десничарска национално-конзервативна политичка партија у Пољској. У суду је регистрована 13. јуна 2001. године. Вођа партије је Јарослав Качињски.

## Програм
Ова партија се залаже за већа права жртвама кривичних дела и пооштравање казни преступницима, посебно за преступе који угрожавају нечиј живот, здравље и имање.
Подржава стварање Антикорупцијске канцеларије и објављивање имовинских карти политичара у јавности. Партија подржава прикључење Европској унији, а по политичким убеђењима је проамеричка.
Партија се противи: легализацији еутаназије, побачаја, регистрацији хомосексуалних бракова, као и легализацији „лаких дрога“.
Право и правда се залаже за: поновно увођење смртне казне, задржавање бесплатног школовања у основним, средњим и вишим државним школама, бесплатну здравствену службу, лустрацију политичких иметака, као и објављивање назива свих тајних агената специјалних служби у Пољској за време комунизма.

## Економски програм
У економском погледу партија има програм који се може окарактерисати као леви центар, Залаже се за социјалну сигурност, и интервенцију државе у оквиру тржишне економије.

## Резултати на изборима
На парламентарним изборима у Пољској, одржаним 21. октобра 2007. године, Право и правда је освојила 32,11% гласова што је партији донело 166 посланичких места у Сејму.
На изборима за Европски парламент 13. јуна 2004. ПиС је добио 12,67% гласова и освојио 7 мандата у Европском парламенту.
У првом кругу избора за председника Републике 9. октобра 2005. године за Леха Качињског је гласало 4.947.927 гласача (33,10%). С тим резултатом Качињски се нашао на другом месту. У другом кругу избора од 23. октобра Лех Качињски је победио и постао нови председник Пољске.
На парламентарним изборима у Пољској, одржаним 25. октобра 2015. године, Право и правда је освојила 37,6% гласова, што је партији донело апсолутну већину од 235 посланичких места у Сејму.